# Puente de San Salvador
El puente de San Salvador es una obra de fábrica sobre la ría de Solía, que une las localidades cántabras de San Salvador (Medio Cudeyo) y El Astillero (municipio homónimo), al norte de España.
El ingeniero director de la obra fue Cayetano González de la Vega y fue construido entre 1858 y 1859 y tuvo un coste superior a las doscientas mil pesetas.
Está realizado en sillería. Posee tres arcos carpaneles con cinco centros cada uno de ellos, veintiún metros de luz, seis de flecha y un metro con veinte centímetros de espesor en la clave. Las dos pilas tienen tres metros de espesor y están cimentadas sobre macizos de hormigón hidráulico, de cuatro metros y medio de altura, contenidos en cajones con escolleras; por su parte, el estribo de la margen izquierda se construyó sobre un cimiento emparrillado y de pilotaje. Se emplearon cimbreras recogidas situadas sobre una fila doble de cuñas en cada uno de sus arranques.
Su puesta en servicio supuso el segundo puente sobre la ría de Solía y un impulso a la comunicación de Santander con Bilbao por Ontón, relegando a la ruta interior por La Cavada y Ramales de la Victoria.